# Famille de Kerckhove dit Vander Varent
Ne doit pas être confondu avec Famille de Kerchove.
La famille de Kerckhove, dite Vander Varent, primitivement appelée ab Atrio et plus tard Von Kirchof, Kirchoff, Kirchofen ou Kirckhoff en Allemagne, et Kerchof, Kerchove, Kerckhove, Kerckhoff ou Kerckhoffs aux Pays-Bas, est une ancienne famille noble venue d'Allemagne où elle est aujourd'hui éteinte, s'installer dans le comté de Flandre (Belgique).
Le berceau de la famille de Kerckhove se situe dans le voisinage du Fichtelberg en Franconie, elle y apparut au XIVe siècle.

## Origine
La famille de Kerchove est originaire de l'ancien Duché de Franconie,.
Elle est citée pour la première fois sur le tombeau d'un de ses membres, appelé Cunebertus de Kirchof, qualifié de comte, ayant été marié à une fille de la maison d'Arensberg et tué à la Bataille d'Andernach, livrée en 876, entre Charles-le-Chauve et Louis II, roi d'Allemagne. L'admission aux tournois qui ont eu lieu en Allemagne, depuis 930 jusqu'à 1487, montre l'ancienneté de cette maison, sans pour autant en donner une généalogie continue, comme l'atteste la liste publiée dans l'ouvrage Preuve de la haute noblesse de l'empire Germanique, écrit par le Comte Salver, conseiller féodal et archiviste du Grand-Duc de Wurtzbourg, approuvé comme authentique par le directoire général équestre de la noblesse immédiate des districts de la Franconie, de la Souabe et du Rhin,.

## Héraldique
| Armoiries    | Informations | Informations                   |
| ------------ | --- | ------------------------------ |
|              | Titulaires | Maison de Kerckhove            |
| Blasonnement | Ecu: d'argent à la bande fuselée ou losangée de cinq pièces de sable Heaume : d'argent, grillé, liseré et couronné d'or. Lambrequins : d'argent et de sable. Cimier : un buste de maure, vêtu et virolé d'argent. Devise : Vieillesse-Empire |                                |
| Note         | Armes primitives. |                                |
|              | |                                |
|              | Titulaires | Balthasard de kerckhove-Varent |
| Blasonnement | Ecartelé de quatre grand quartiers: au 1er et 4e grand quartier de sable au chef d'argent, à une fleur de lis au pied nourrie de gueules; au 2e grand quartier, écartelé : au 1er et 4e d'argent à la bande fuselée de cinq pièces de sable, au 2e coupé au 1er d'argent à trois cœurs percés de gueules et au 2e d'azur au chevron d'or accompagné de trois étoiles du même, au 3e d'argent à trois griffons de sable; au 3e grand quartier, écartelé: au 1er et 4e de sable au lion rampant d'or, lampassé de gueules, le lion au 1re contourné au 2e et 3e d'azur à tois étoiles d'or à six raies, rangées en bande, sur le tout d'argent à tois croisettes de gueules mal ordonnées; sur le tout des grands quartiers, d'azur à deux fasces d'argent, accompagnées de neuf étoiles d'or à six raies, rangées en fasce 3, 3, 3. L'écu surmonté de trois casques ouverts d'argent, grillés et lisérés d'or; le 1er, au milieu, pour Kerckhove-Varent, est couronné d'or et placé en fasce, ayant pour cimier un buste de maure, vêtu au collet d'argent et la tête liée de même; le 2e, également couronné d'or, est de profil, ayant pour cimier un lion coutourné naissant d'or, lampassé de gueules; le 3e est aussi de profil, bourelé d'argent et d'azur, et surmonté d'un aigle naissant d'or. Lambrequins, à gauche d'argent et de sable, à droite d'argent et d'azur. L'écu est soutenu à gauche par un lion d'or armé et lampassé de gueules, tenant une bannière emmanchée d'or et pointée d'argent aux cordons flottans de geules, hoppés d'or, armoriée d'argent à la bande fuselée de sable, et frangée d'or; à droite par un griffon de sable, lampassé de gueules, tenant une bannière emmanchée de sable et pointée d'argent aux cordons flottans d'azur, hoppés d'or, armoiriée d'azur à l'aigle eployé d'or, ayant dans le bec une fleur de lis de gueules. Cette bannière est également frangée d'or. Devise : Vieillesse-Empire. |                                |
| Note         | |                                |